# عايدة باخوس
عايدة باخوس (21 آذار 1986) ، لاعبة كرة سلة لبنانية في مركز مهاجم. انضمت إلى منتخب لبنان لكرة السلة للسيدات منذ عام 2017، ولعبت في نادي هومنتمن أنطلياس في بيروت. التحقت بجامعة لامار حتى عام 2008.

## المسار الوظيفي
شاركت باخوس في منافسات النوادي في موسم 2017-18 مع النادي الرياضي في بيروت. وفي موسم 2018/19 شاركت مع نادي B.Loewen في ألمانيا. أما مع المنتخب الوطني فقد شاركت في عدة بطولات إقليمية وقارّية.</br>
مثلت باخوس لبنان في كأس آسيا لكرة السلة القسم ب التي أقيمت في الهند عام 2017. فاز فريقها بالميدالية البرونزية وكانت إحصائيات مشاركتها في ذلك الحدث 6 مباريات: 6.7ppg ، 4.7rpg ، 1.3apg ، FGP: 29.3٪ ، 3PT: 25.0٪ ، FT: 65.0٪.

## الإنجازات
من إنجازاتها العديدة، نالت عايدة جائزة الفريق الدفاعي لكأس البحر الأبيض المتوسط من موقع Eurobasket.com في عام 2018.
فازت باخوس بأكثر من 10 بطولات للدوري والكأس خلال مسيرتها المهنية (كأس لبنان 4 مرات، دوري أبطال لبنان 4 مرات، كأس WABA ، كأس البحر الأبيض المتوسط).